# Caspar Peucer
Caspar Peucer est un savant allemand du XVIe siècle, gendre de Mélanchthon, dont il a publié les œuvres, né à Bautzen le 6 janvier 1525, mort le 25 septembre 1602. 

## Biographie
Il fait ses études à Wittemberg, où il apprend les belles-lettres, la philosophie, la théologie, la médecine et les mathématiques, devient professeur de mathématiques dans cette ville en 1554, de médecine en 1559 et remplace l’année suivante, comme recteur, son beau-père, le célèbre Mélanchthon. 
Peucer, qui jouit d’un grand crédit à la cour de Saxe, donne les principales chaires de l’université de Wittemberg à des partisans des doctrines de son beau-père, obtient en 1569 que tous les ecclésiastiques de l’électorat soient contraints de souscrire au Corpus doctrinæ de Mélanchthon et fait adopter, dans une réunion convoquée par l’électeur en 1571, une partie des opinions du célèbre réformateur, opinions analogues en plusieurs points à celles des calvinistes. 
À cette nouvelle, les luthériens s’émurent et les ennemis de Peucer profitent de cette circonstance pour le perdre dans l’esprit de l’électeur de Saxe, Auguste. Appelé à Dresde pour se justifier des imputations qui pesaient sur lui (1574), Peucer est arrêté et traité avec une grande rigueur. Ou lui fait entendre que, pour recouvrer sa liberté, il lui suffit d’avouer qu’il a cherché, au moyen d’intrigues, à introduire en Saxe les croyances sacramentaires et à signer cet aveu. Peucer y consent ; mais cet acte, qui lui a été arraché par ses ennemis, devient entre leurs mains une arme terrible. Ses coaccusés sont traités de la façon la plus sévère ; tous les partisans des doctrines de Mélanchthon sont bannis de Saxe ; quant à Peucer, bien que l’empereur Maximilien II ait demandé sa mise en liberté, il est enfermé à la Pleissembourg, près de Leipzig, et traité comme un criminel d’État (1576). 
Ce n'est qu’au bout de onze années de détention que Peucer est relâché, à la demande du prince d’Anhalt, beau-père de l’électeur de Saxe. Il se retire alors à Zerbst, dans les États du prince d’Anhalt, qui le nomma son médecin et le charge de plusieurs missions diplomatiques, et, devenu veuf, il épouse, en 1587, une riche veuve qui veut lui faire partager sa fortune. 
C’était, estime l'Encyclopédie Michaud, un homme d’un vaste savoir, d’une grande probité, de mœurs très douces, mais d'un orgueil excessif.

## Œuvres
Parmi ses nombreux ouvrages, nous citerons les suivants : Elementa doctrinæ de circulis cælestibus et primo motu (Wittemberg, 1551), rédigé d’après les principes de Copernic ; un curieux Traité de la divination (Wittemberg, 1553, in-4°) ; De dimensione terræ (Wittemberg, 1554, in-8°) ; De origine et causis succini prusiaci (Wittemberg, 1555, in-8°) ; Hypothèses astronomicæ (Wittemberg, 1571, in-4°) ; De essentia, natura et ortu animi hominis (Marbourg), 1590) ; Tractatus historicus de Melanchthonis sententia de controversia Cœnæ (Amberg, 1596, in-4°) ; Practica curandi morbos internos (Francfort, l6u), et une histoire de sa captivité, sous le titre de Historia carcerum et liberationis divinæ Gaspar Peuceri, ouvrage rare et curieux, publié à Zurich en 1605.

## Note
1. ↑  « Peucer (Gaspar) », dans Louis-Gabriel Michaud, Biographie universelle ancienne et moderne : histoire par ordre alphabétique de la vie publique et privée de tous les hommes avec la collaboration de plus de 300 savants et littérateurs français ou étrangers, 2e édition, 1843-1865 [détail de l’édition]

## Source
« Caspar Peucer », dans Pierre Larousse, Grand dictionnaire universel du XIXe siècle, Paris, Administration du grand dictionnaire universel, 15 vol., 1863-1890 [détail des éditions].